# María Larraín de Vicuña
María Larraín de Vicuña (? - Santiago de Chile, 23 de septiembre de 1928) fue una escritora y activista del naciente feminismo chileno de principios del siglo XX.
Miembro de la Academia de Bellas Letras de la Universidad Católica de Chile, realizó labores en pro de los derechos civiles y políticos de la mujer en Chile a través de la conformación de varias organizaciones de mujeres y diversos artículos con una visión adscrita al feminismo cristiano entre 1915 y 1928, textos que se recopilaron y publicaron tras su muerte en el libro María Larraín de Vicuña: 23 de septiembre de 1928.